# Starce
Starce – wieś w Polsce położona w województwie łódzkim, w powiecie sieradzkim, w gminie Brąszewice.
W latach 1975–1998 miejscowość administracyjnie należała do województwa sieradzkiego.
W 1386 r. został wymieniony w Dobek de Starczow. W XVI wieś Stharcze odnotowana była w parafii Brzeźnio. Ocalał tu murowany, parterowy, kryty kopertowym dachem dwór nabyty przez przodka rodu Lilpop z Warszawy. Dziś we własności prywatnej. W jego pomieszczeniach zostały dwa oryginalne piece zbudowane z ozdobnych kafli. Folwark nie został znacjonalizowany, ponieważ był mały, stanowił zaledwie resztówkę dawnego folwarku.
W otoczeniu dworu ocalał najcenniejszy w okolicach Sieradza park z całą gammą egzotycznych w Polsce gatunków drzew. Jest tu miłorząb, tulipanowiec, platan, limba, cyprysiki, sosny wejmutki, buki czerwone itp.
Urodził tu się biskup pomocniczy płocki Stanisław Starczewski.

## Zabytki
Według rejestru zabytków Narodowego Instytutu Dziedzictwa na listę zabytków wpisany jest obiekt:
- park, poł. XIX w., nr rej.: 359/A z 28.11.1988